# Guillaume Van Tongerloo
Guillaume Van Tongerloo   (Meerle, 29 de desembre de 1933 - Hoogstraten, 19 de gener de 2017) fou un ciclista belga, professional entre 1957 i 1966. Combinà el ciclisme en carretera amb el ciclisme en pista.
En el seu palmarès no compta amb victòries destacades, tot i que sí en nombrosos critèriums belgues. Amb tot, el 1961 liderà el Giro d'Itàlia durant 2 etapes i finalitzà 8è en la classificació final i el 1963 acabà 10è a la Volta a Espanya. El 1956 va prendre part en els Jocs Olímpics de Melbourne.

## Palmarès
- 1957
  - 1r a la Brussel·les-Zepperen
  - 1r a la Folkestone-Crystal Palace
  - Vencedor d'una etapa de la Cursa de la Pau
  - Vencedor d'una etapa de la Sex-Dagars
- 1958
  - 1r a la Grote Scheldeprijs, categoria independents
- 1960
  - 1r a Houthalen-Helchteren
- 1962
  - 1r a la Bilbao-Baiona
  - 1r al GP du Parisien (amb Rik van Looy, Edgard Sorgeloos, Huub Zilverberg, Joseph Planckaert i Peter Post)
- 1963
  - 1r a la Fletxa dels Pòlders

### Resultats al Giro d'Itàlia
- 1961. 8è de la classificació general.  Porta la maglia rosa durant 2 etapes
- 1962. Abandona
- 1963. Abandona

### Resultats al Tour de França
- 1959. Abandona (10a etapa)
- 1962. 44è de la classificació general
- 1963. 45è de la classificació general
- 1964. 53è de la classificació general
- 1965. 80è de la classificació general

### Resultats a la Volta a Espanya
- 1963. 10è de la classificació general